# Protohynobius puxiongensis
Protohynobius puxiongensis é uma espécie de anfíbio caudado pertencente à família Hynobiidae. Endêmica da China.